# 平賀郡
平賀郡（ひらかぐん、ひらかのこおり）は、かつて陸奥国の津軽半島の岩木川上流地域に存在した郡である。

## 沿革
かつて奥六郡の北には郡は置かれなかったが、延久蝦夷合戦の結果、糠部郡、鹿角郡、比内郡、平賀郡、鼻和郡、田舎郡が建郡された。建郡の時期は文献がないため不明だが、清原真衡の時代という説と藤原清衡の時代（奥州藤原氏）という説がある。
江戸時代前期の寛文年間には鼻和郡および田舎郡と同じく、津軽郡の一部となる。